# Gotabaya Rajapaksa
Gotabaya Rajapaksa (Palatuwa, Dominio de Ceilán, 20 de junio de 1949) es un político, militar y tecnócrata ceilandés, que entre 2019 y 2022 ocupó el cargo de presidente de Sri Lanka. Anteriormente se desempeñó como Secretario del Ministerio de Defensa y Desarrollo Urbano entre 2005 y 2015, durante la gestión de su hermano mayor Mahinda Rajapaksa, en la cual las Fuerzas Armadas de Sri Lanka derrotaron a los Tigres Tamiles, acabando con la guerra civil de Sri Lanka.
Nacido en una prominente familia política del sur de Sri Lanka, estudió en el Ananda College de Colombo, y se unió al ejército de Ceilán en abril de 1971. Prestó servicio durante las primeras etapas de la guerra civil de Sri Lanka como parte del Regimiento de Gajaba. Estuvo involucrado en la operación Vadamarachi, la operación Thrividha Balaya y operaciones de contrainsurgencia durante la insurrección del Janatha Vimukthi Peramuna (JVP) de 1987-1989. 
Se jubiló anticipadamente del ejército, pasando al campo de la tecnología de la información. Emigró a los Estados Unidos en 1998, y regresó a Sri Lanka en 2005 para ayudar a su hermano en su campaña presidencial. Fue nombrado Secretario de Defensa en la administración de su hermano. Durante su mandato, las Fuerzas Armadas de Sri Lanka concluyeron con éxito la guerra civil de Sri Lanka derrotando a los Tigres Tamiles y asesinando a su líder Velupillai Prabhakaran en 2009. Fue víctima de un intento de asesinato en 2006, por un terrorista suicida perteneciente a los Tigres Tamiles.
Compitió con éxito en las elecciones presidenciales de 2019 con una plataforma nacionalista, de desarrollo económico y de seguridad nacional. Es la primera persona con experiencia militar en ser elegido presidente de Sri Lanka. En 2022 debió enfrentar una severa crisis económica en Sri Lanka, motivadora de marchas de protesta a gran escala y descontento social generalizado hacia el gobierno y la clase política. Al aumentar los disturbios en la capital, Colombo, los manifestantes tomaron el palacio presidencial el 9 de julio del 2022 exigiendo que Rajapaksa deje el cargo, precipitando que Rajapaksa anuncie su decisión de renunciar en breve; el 13 de julio el aun presidente viajó por avión a Maldivas anunciando haber dejado su documento de renuncia al cargo en poder del Parlamento.